# Attaque du train de l'or
L'Attaque du train de l'or (ou du train d'or) est le nom donné à une attaque à main armée commise dans la nuit du 21 au 22 septembre 1938 contre un train transportant de l'or et des pierres précieuses qui venait de quitter la gare Saint-Charles de Marseille.

## Les faits
Le braquage, qui nécessite des moyens matériels et humains importants (on estime que 15 ou 16 personnes y ont participé), est l’œuvre de deux bandes de Marseille jusque-là rivales, mais occasionnellement réunies à la suite d'un accord passé entre Auguste Méla dit « Gus le terrible » et Jo Rossi en septembre 1938 au bar « le Comptoir National » à la Belle de Mai. C’est la première fois depuis le traité dit « des prophètes » de 1905, qui avait délimité le partage de la ville entre les bandes marseillaises, que deux d'entre elles décident de coopérer pour réaliser un gros coup sur le territoire même de la commune.
Le 21 septembre 1938, à 1 heure 40 du matin, le train 4818 transportant 180 kilos d'or, des diamants et des rubis bruts, entreposés dans un wagon blindé où s'est installé le garde financier, quitte la gare Saint-Charles à Marseille. Le convoi a été formé à Marseille-Joliette où l'or et les pierres précieuses ont été débarqués du navire des Messageries Maritimes « Mariette Pacha » en provenance du Congo belge et placés dans le wagon blindé à destination de la Société métallurgique d'Hoboken dans la banlieue d'Anvers. Le train doit d'abord rejoindre Paris-Gare de Lyon avant de continuer son trajet vers la Belgique. Le wagon blindé contient également des bijoux, montres et pièces d'argent qui proviennent de Chypre, de l’Égypte et de la Syrie et doivent être redirigés vers la Suisse.
Quelques minutes après son départ, le train s'immobilise brusquement à hauteur de Saint-Barthélemy dans le nord de Marseille. Alors que des cheminots, croyant à un incident technique, sont descendus des voitures pour inspecter le train, une dizaine d'hommes masqués et armés de pistolets font irruption en hurlant et en tirant dans tous les sens. Puis, une partie des braqueurs tient en respect les cheminots pendant que les autres chargent dans une camionnette Renault de couleur bleue l'or et les diamants, ainsi que les bijoux et autres valeurs. Leur coup terminé, les gangsters repartent, dans la camionnette pour certains et dans une Hotchkiss pour le reste, en emportant leur butin.

## Contexte
L'affaire fait à l'époque grand bruit, à cause de l'audace des voyous et du côté spectaculaire de l'attaque, mais aussi parce qu'elle confirme aux yeux de beaucoup de Français l'image péjorative de Marseille qui s'est formée au milieu des années trente avec l'avènement du milieu marseillais et qui rejaillit sur sa classe politique et sa police.
Sous la direction du commissaire Guibbal, responsable de la 9e brigade mobile de Marseille, la Sûreté marseillaise avait pourtant commencé à se réorganiser, peu avant l'affaire. Une section dite « section des agressions » avait été créée en mars 1938 pour s'occuper plus spécialement du grand banditisme. Cette section dirigée par le commissaire Mercuri avait entrepris de constituer des fichiers sur le milieu local afin de mieux connaître ses membres, ses liens et ses méthodes.
Ces fichiers sont d'un grand secours pour mener l'enquête sur l'attaque du train. Mais les indéniables succès obtenus par la police marseillaise dans cette affaire vont être rapidement occultés par un autre événement, l'incendie des Nouvelles Galeries.

## L'enquête
Au début de l'enquête, les policiers ne sont sûrs que de deux choses : le coup a été réalisée par des truands chevronnés et ils ont eu besoin d'un complice cheminot pour saboter le train.
La camionnette Renault est retrouvée abandonnée à Plan-de-Cuques. Elle a été volée et repeinte en bleu alors qu'elle était grise à l'origine. Il s'agit bien du véhicule utilisé lors de l'attaque puisqu'on y découvre à l'intérieur des morceaux de la cire qui a permis de sceller les sacs d'or et de pierres précieuses du train 4418. La police entreprend la surveillance de suspects qu'on lui a signalés et repère un garage dans la rue de  Montevideo qui s'avère être celui où la camionnette a été maquillée. À partir du garage et de ceux qui le fréquentent, la sûreté marseillaise réussit à arrêter le 4 octobre huit des participants à l'attaque du train : Joe Rossi, un truand bien connu des services de police considéré à ce moment-là comme l'organisateur du coup, Étienne Demarge, Émile Long, Jean Silvestri, Ange Simon et Antonin Clary.
Chez Rossi, on trouve une mitraillette Mauser et un pistolet, mais aussi une liste manuscrite de ses complices dans l'attaque du train. Dans son autre maison du Pas des Lanciers, on tombe sur du matériel pour fabriquer de la fausse monnaie et des faux documents. La perquisition effectuée à la villa Céleste, de Demarge, dans le quartier du Merlan, permet de mettre la main sur une nouvelle liste, celle-ci répertoriant le butin, et sept lingots d'or cachés dans une armoire. Chez Silvestri on trouve trois lingots d'or enfouis dans le sol de la cuisine. Quant à Émile Long, il va révéler aux policiers l'accord passé entre Gu Méla et Jo Rossi pour attaquer le train. En plus de « Gu », il va donner les noms d'autres truands impliqués dans l'affaire comme Attilio Dessi et Paul Leca.
La police marseillaise compte bien appréhender « Gu le terrible », qu'elle connaît bien, pour redorer son blason terni par des années de compromission avec la pègre locale. Mais elle n'y réussit pas et laisse même l'un des auteurs de l'attaque du train, Giovanni Michelis, s'échapper de l'Hôtel-Dieu où il avait été placé pour être soigné après avoir été blessé lors de son arrestation.
Michelis se réfugie à Paris comme l'a déjà fait Gu Méla. C'est là, dans une planque dite "la maison du jockey" sur la commune de Lamorlaye, que ce dernier est arrêté par la Sûreté parisienne, le 17 juin 1939 ,.

## Bilan
Finalement, treize personnes, sur les seize présumés participants à l'attaque du Train de l'Or, sont identifiées. Parmi les non identifiés, il faut inclure le cheminot complice.
La plupart des truands arrêtés sont condamnés dont Gu Méla qui, bien que déjà condamné à mort par contumace, passera presque tout le reste de sa vie en prison. Après une évasion de la prison de Castres en 1944, il meurt à l'infirmerie de la Centrale de Nîmes le 14 juillet 1960. À noter que le personnage de « Gu Minda » dans le film Le Deuxième Souffle s'inspire largement de Auguste Méla.
Paul Leca a réussi à échapper aux premières arrestations. Condamné par contumace aux travaux forcés à perpétuité, il est acquitté lors d’un second procès en produisant un alibi qui l’innocente et en se débarrassant, dans l’intervalle, d'Attilio Deci qui l’aurait doublé dans une affaire de faux dollars.